# Ендартеріїт
Облітеруючий ендартеріїт — системна хвороба артерій, уражує головним чином чоловіків віком 20—40 років і дуже рідко жінок (3,4 % — О. М. Шабанов, В. П. Котельников, 1983). Хворі, як правило, затяті курці. На відміну від облітеруючого атеросклерозу, що уражає переважно великі артерії, при цьому захворюванні процес розпочинається з артеріол (артерій діаметром до 100 мкм) та артерій малого калібру, головним чином ніг, насамперед їхніх дистальних відділів — пальців і ступней.